# 小行星4552
小行星4552（英語：4552 Nabelek）是一颗围绕太阳公转的小行星。1980年5月11日，安東寧·姆爾科斯在克列特发现了此天体。
这颗小行星的绝对星等为318.96454等。